# Summer Time (NEWS單曲)
『SUMMER TIME』是日本男子偶像团体NEWS的第九张单曲。

## 概要
该专辑是在上一张专辑『太陽的眼淚』大约两个月后发行的，这是佐普自单曲『weeeek』的联动歌曲以来首次作词。另外，普通版中收录的『Baby! Be My Baby!』是由zopp赞助的“zopp歌词俱乐部”第一期毕业生RYOKa创作的。
PV看起来就像一本立体图画书，手越做了小岛義雄的一个笑话“Lasta lasta piya” 。
山下在本次作品的PV中也使用了纸杯。从『朝著星光前進』、『weeeek』、『太陽的眼淚』、『SUMMER TIME』连续使用了四次纸杯。
小山在拍摄PV时从高处坠落。有一次，他差点从背上摔下来，他立即用手腕捂住自己，导致手腕骨折。

## 图表表现
发行首周销量达201,000张，截至2008年5月19日周单曲排名第一自2004年5月出道单曲『希望~Yell~』以来，他们已连续九张专辑排名第一，超越了光GENJI的连续八张专辑的记录，成为“连续第一”历史上的第二位出道单曲排名。”成为。此外，首发销量连续四届突破20万册。

## 收錄歌曲

### 初回生産限定盤
1. SUMMER TIME
作词： zopp 、作曲：Red-T、编曲： NAOKI-T 、说唱作词：LOWARTH
  - Crimson 「RUSS-K」广告歌
2. EASY COME, EASY GO
作词：zopp、作曲：福士健太郎、编曲：铃木雅也
  - TBS “明天就能用的心理学！”铁板笔记 主题曲
3. Liar
作词：AZUKI，作曲：Carl Falk、Kristian Ludin、Jake Schulz、Savan Kotecha，编曲： ha-j 、佐佐木丰、说唱作词：LOWARTH
4. SUMMER TIME（卡拉OK）

### 通常盤
1. SUMMER TIME
2. EASY COME, EASY GO
3. Baby! Be My Baby!
作词：RYOKa，作曲/编曲： Shusui 、Mattias Håkansson、Stefan Åberg、Vincent Degiorgio

## 视频作品
SUMMER TIME
- NEWS LIVE DIAMOND
- LIVE（第一版）
- NEWS DOME PARTY 2010 LIVE! LIVE! LIVE! DVD!
- NEWS LIVE TOUR 2012 ～来一场美丽的爱情吧～
  - 4人系统登场
- NEWS 10th Anniversary in Tokyo Dome
- NEWS 15th Anniversary LIVE 2018 "Strawberry"
- NEWS LIVE TOUR 2022 音乐
  - 3人系统登场
- NEWS 20th Anniversary LIVE 2023 in TOKYO DOME BEST HIT PARADE!!!〜我会做所有的单打〜

EASY COME, EASY GO
- NEWS LIVE DIAMOND

Liar
- NEWS 10th Anniversary in Tokyo Dome

## 脚注
1. ↑  NEWSが光GENJI越え!デビュー以来9作連続で1位 （页面存档备份，存于）(2016年9月4日閲覧)